# Аква, Африйе
Эбене́зер Афри́йе А́ква (англ. Ebenezer Afriyie Acquah; 5 января 1992, Суньяни, Гана) — ганский футболист, полузащитник. Участник чемпионата мира 2014 года в составе национальной сборной Ганы.

## Клубная карьера
На юношеском уровне Африйе сменил несколько клубов, выступал за ганский филиал академии северноирландского «Гленторана» и юношескую команду «Палермо». В составе «Палермо» Африйе и дебютировал во взрослом футболе. 13 февраля 2011 года он вышел на поле в матче Серии A против «Фиорентины». Выступал в составе «Палермо» Аква нечасто, поэтому в сезоне 2012/13 был арендован «Пармой», провёл тринадцать матчей. Зимой 2013 года состоялся его переход в немецкий «Хоффенхайм». На сезон 2013/14 Африйе вновь был отдан «Парме», где он отыграл хороший сезон.

## Карьера в сборной
Дебют Африйе за национальную сборную Ганы состоялся 29 февраля 2012 года в матче против сборной Чили. Первый гол за сборную он забил в ворота сборной Малави 13 октября 2012 года.